# Marek Szyryk
Marek Szyryk (ur. 1966 w Niemodlinie) – polski artysta fotografik, wykładowca akademicki, profesor sztuki w dziedzinie sztuk filmowych. Od 2022 prorektor ds. studentów i nauczania Szkoły Filmowej w Łodzi.

## Życiorys
W 1991 roku ukończył studia na kierunku pedagogika kulturalno-oświatowa w Wyższej Szkole Pedagogicznej w Opolu. Pracował jako fotograf w Teatrze im. Jana Kochanowskiego w Opolu, wykładowca fotografii w opolskim Studium Kształcenia Animatorów Kultury oraz asystent w Państwowej Wyższej Szkole Zawodowej w Głogowie.
Tworzy fotografie klasyczne i instalacje, które prezentuje w Polsce i za granicą. W swoich pracach odwołuje się do poezji haiku, którą również tworzy. Specjalizuje się w technice mokrego kolodionu. Od 2000 roku członek Związku Polskich Artystów Fotografików.
W 2007 roku obronił doktorat na Wydziale Operatorskim i Realizacji Telewizyjnej PWSFTViT. Trzy lata później obronił habilitację w dziedzinie sztuk filmowych na tej samej uczelni. W 2018 roku uzyskał tytuł profesora sztuki w dziedzinie sztuk filmowych.
W 2008 roku rozpoczął pracę jako wykładowca na Wydziale Operatorskim i Realizacji Telewizyjnej PWSFTViT, na którym następnie został kierownikiem Katedry Fotografii. Tam też organizuje studenckie wystawy fotograficzne. W 2022 roku został prorektorem ds. studentów i nauczania tejże uczelni, a w 2024 uzyskał mandat na czteroletnią kadencję na tym samym stanowisku.
Był członkiem jury konkursu „Leica 6x7 Award” (2019), 11. Międzynarodowego Konkursu Artystycznego im. Włodzimierza Pietrzaka (2020) i konkursu „Pokaż się” na Opolskim Festiwalu Fotografii (2022). W 2024 roku pełnił funkcję przewodniczącego jury Międzynarodowego Konkursu Filmowego „Fashion Film Festival”.
Na XXIII Biennale Fotografii Górskiej w Jeleniej Górze (2024) otrzymał nagrodę specjalną „za poszerzanie granic fotografii” za zestaw siedmiu fotografii pt. „Fotografie z mojej podróży do Chin, zanim tam pojadę”.

## Publikacje
Książki
- Fotografia, haiku i inne, Wrocław 2000, ISBN 83-86480-77-7.
- Łódź. Widoki poza pamięcią (redakcja), Łódź 2010, ISBN 978-83-87870-35-5.
- Dotykając kolodionu. Konteksty i potencjał wizualny fotografii w technice mokrego kolodionu, Łódź 2015, ISBN 978-83-87870-98-0.
- Ćwiczenia z patrzenia. Pod nogami mam dziewiętnaście rzek, Łódź 2022, ISBN 978-83-67397-02-5.

Katalogi wystaw
- Marek Szyryk. Pomiędzy. Listopad 2006, Galeria „Pusta” – Górnośląskie Centrum Kultury, Katowice 2006, ISBN 978-83-88418-87-7.
- Terra incognita (współautorstwo z Anną Marią Zarychtą), Łódź 2016, ISBN 978-83-65501-18-9.
- Marek Szyryk. O pięknie życia. Katalog wystawy, Łódź 2020, ISBN 978-83-955978-1-7.